# Франц Христоф Антон фон Хоенцолерн-Зигмаринген
Франц Христоф Антон фон Хоенцолерн-Зигмаринген-Хайгерлох също граф фон Хоенцолерн-Хайгерлох (на немски: Franz Christoph Anton von Hohenzollern-Sigmaringen; Graf von Hohenzollern-Haigerloch; * 16 януари 1699 в замък Хайгерлох; † 23 ноември 1767 в Кьолн) от швабската линия на Хоенцолерните е граф на Хоенцолерн-Хайгерлох (1750 – 1767), каноник в Кьолн и Страсбург, 1756 г. премиер-министър на Курфюрство Кьолн при Клеменс Август Баварски.
Той е малкият син на граф Франц Антон фон Хоенцолерн-Хайгерлох (1657 – 1702) и съпругата му Мария Анна Евсебия, графиня фон Кьонигсег-Аулендорф (1670 – 1716), дъщеря на граф Антон Евсебий фон Кьонигсег-Аулендорф (1639 – 1692) и графиня Доротея Геновефа фон Турн († 1671). Той става 1750 г. граф на Хоенцолерн-Хайгерлох след по-големия му брат Фердинанд Леополд.
Франц Христоф Антон става 1717 г. домхер и 1725 г. дом-каплан в Кьолн. От 1726 г. той също е домхер в Страсбург и Залцбург. Между 1748 и 1750 г. той е хор-епископ в Кьолн и след това до 1763 г. вице-дехант. Освен това той е от 1750 до 1763 г. домтесаурий и от 1763 г. домпропст. След оттеглянето на Херман Вернер фон Асебург той е номиниран 1756 г. от Клеменс Август Баварски за зпремиер-министър на Курфюрство Кьолн. Той също е обристландхофмайстер, президент на военния съвет, таен съветник, щатхалтер на епископство Страсбург на Рейнс, също канцлер на университет Кьолн. Въпреки високите си постове той остава, както брат му преди това, политически напълно незначим и без всякакво влияниие.
Франц Христоф Антон умира неженен и без деца на 23 ноември 1767 г. в Кьолн на 68 години и е погребан в Кьолнската катедрала.